# 제조물 책임법
제조물책임법(製造物責任法, Product Liability, PL법)은 제조되어 시장에 유통된 상품(제조물)의 결함으로 인하여  그 상품의 이용자 또는 제3자(=소비자)의 생명, 신체나 재산에 손해가 발생한 경우에 제조자 등 제조물의 생산, 판매과정에 관여한 자의 과실 유무에 관계없이(=무과실) 제조자 등이 그러한 손해에 대하여 책임을 지도록 하는 법리를 말한다.여기서 소비자의 손해는 확대손해를 뜻하므로, 제조물책임법의 도입에는 소비자보호의 차원을 더욱 향상시킨다는 목적이 명확히 확인된다.일반적으로 상품책임, 생산물책임, 생산자책임과 제조물책임 등의 용어가 쓰이고 있으나 법률용어로서 제조물책임이 널리 보급되어 있다.
제조물책임 법리는 원래 시장에 제품을 제조하여 유통시킨 제조업자가 소비자의 안전에 대해 요구되는 여러 가지 작위의무를 이행하지 못함으로 인하여 생명,신체 또는 재산상의 손실을 입은 자에게 행한 위법행위에 대한 일반불법행위법상(一般不法行爲法上)의 책임을 지우면서 나온 것이었는데, 이때 제조업자가 지는 책임은 과실을 요건으로 하였다가(과실책임), 현재의 제조물책임에서는 무과실책임 내지 엄격책임(strict liability)을 인정하는 것이다. 과실책임에서는 사람의 행위가 문제됨에 반하여 제조물의 결함에 있어서는 제조물 그 자체가 문제된다. 미국과 같은 판례법 국가에서부터 판례의 발전에 의하여 진전되어 왔고, 이후 성문법국가에서는 이론과 판례에 의하여 인정되어 오던 원칙을 특별입법에 의하여 보다 진전된 형태로 받아 들여왔다. 결함제조물로 인한 손해에 대하여는 특별책임으로서의 무과실책임을 인정하고 있는 것이 세계적인 추세이다.무과실책임으로 인정될 경우, 소비자가 오용을 하더라도 피해를 보상받을 수 있게 된다.
제조물책임법상의 제조물책임은 사고발생 이후에 관한 문제로서 일차적 목적이 소비자의 피해에 대한 금전적 배상이지만, 궁극적으로는 생산자로 하여금 위험을 예측하여 해결책을 세우도록 하고, 생산자가 소비자의 피해배상에 지출하는 비용,즉 사회적 비용을 제품의 안정성 향상에 투자토록 유도하는 사후적 안전규제수단이기도 하다. 이와 대비되는 사전적 안전규제수단으로는 “사고예방을 위한 안전기준의 제정” 혹은 “각종 인가,허가 및 검사제도”의 강화가 있고 무엇보다도 제품 리콜 제도를 대표적 사례로 들 수 있다. 사전에 리콜을 할 것인지 아니면 사후에 손해배상을 할 것인지는 선택의 문제로서 제조업자가 결정할 문제이다. 물론 세계적 추세인 제조물책임의 강화는 제조업자로 하여금 결함제품에 대하여 리콜제도를 선호하게 할 것이고,이는 제조물 사고와 피해발생에 대한 예방적 효과와 사회적 비용감소의 긍정적 효과를 낳게 된다.

## 용어
제조물책임의 기원인 미국에서는 초기에 ‘제조물책임’(manufacture’s liability), ‘물품제조자책임’(manufacturer’s liability), ‘공급자책임’(supplier’s liability) 등이 사용되어 오다가 점차 특히 보험업계에 의하여 ‘생산물책임’(product liability)이라는 용어가 정착되기에 이르렀다. 그리고 이 ‘Product Liability’를 번역하여 각국에서 사용하기에 이르렀다. 이 책임의 본질은 제조물의 위험에 수반하여 손해를 발생시키는데 관여한 모든 사람에게 부담시키는 위험방지책임이라는 측면에서 파악하였다. 따라서 책임주체를 제조자에 국한시키지 않고 수입업자 · 상표사용자 · 부품생산자 · 설계자 등 결함제조물에 관련된 모든 사람들이라고 보아서 ‘제조물책임’ 또는 ‘생산물책임’이라고 부르게 되었다. 특히 ‘제조물책임’이란 용어는 일본의 학계에서 사용하기 시작한 것을 대한민국 학계에서 무비판적으로 받아들여 쓰고 있다. 영미법과 대륙법의 책임법체계와 구성에 있어서 차이가 있기 때문에 이러한 법률용어의 형성과정에서도 여러 가지 용어가 선택되어 사용될 수 있다. 현재  대한민국에서는 ‘제조물책임’이라는 용어가 압도적으로 사용되고 있고, 법률의 명칭도 제조물책임법으로 되어 있다. 견해에 따라서는 미국은 점차 ‘생산물책임’으로 정착되기에 이르렀고 독일에서도 ‘생산자책임’에서 ‘생산물책임’이라는 용어가 정착되고 있다고 보아 ‘생산물책임’이라는 용어를 제안하기도 한다.

## 배경
현대 자본주의 경제의 비약적인 발전은 인간의 삶에 많은 변화를 낳았다. 고도의 산업사회로 접어들게 되면서 전에는 상상할 수 없었던 많은 편리가 인간의 삶에 제공되어 왔으며, 이에 상응하여 삶의 양식(life style) 자체도 급격히 변해가고 있다. 이러한 변화가 삶의 질적 수준을 향상시켰다는 점에서는 긍정적이라 할 것이다. 그러나 많은 문제점도 발생하고 있으며, 특히 소비생활에서 받게 되는 피해는 산업화 이전과는 전혀 다른 양상으로 전개되고 있다. 현대 산업사회는 제품의 대량생산ㆍ대량판매ㆍ대량소비라는 특징을 가지고 있다. 이러한 제품을  사용하거나 소비하지 아니하고는 사회생활, 특히 의식주를 해결할 수 없을 정도로 제조물이 인간다운 생활을 영위하는데 있어 필수불가결한 것이 되었다. 그런데 이러한 제조물이 인간의 생활에 만족을 주는 것은 사실이나, 제조업자가 제조물을 생산하는 과정에서 결함이 발생하고 그러한 결함의 존재가 발견되지 않은 채 유통, 소비되는 문제점이 발생하였다. 이로 인한 소비자 피해는 거래대상인 제품의 하자로 인한 경제적 불이익을 넘어서 소비자의 생명이나 신체 또는 재산상의 직접적인 위험으로서 빈번하게 나타나고 있다는 점에서 산업화가 있기 전의 그것과는 다른 양상으로 발전하고 있다.이와 같은 피해의 보편적인 발생은 제조물의 소비로부터 발생하는 피해를 개별적인 소비자의 문제를 넘어서 사회전체의 문제로 인식하는 계기가 되고 있으며, 이른바 구조적 피해라는 관념의 근거도 여기서 찾을 수 있을 것이다.이에 따라, 지금까지의 계약법적 논리에 의한 소비자 피해구조를 도모하기에는 한계가 있음이 민법학자들에 의하여 지적되어 왔다. 즉 과거의 과실책임론 하에서는 피해자가 가해자에 대한 손해배상을 청구하기 위하여 피고의 과실을 원고가 입증해야 하는 등의 어려움이 있다. 이 같은 문제를 해결하기 위하여 이미 서구에서는 제조물책임 분쟁에서 생명 기타 신체상의 위해에 대하여는 계약당사자관계가 없더라도 매도인에게 책임을 물을 수 있는 방안을 모색해 왔고, 피해자의 입증책임에서도 완화를 기하는 등의 소비자피해구제에 만전을 기하여 왔다.

## 법리
일반적으로 결함 있는 생산물로 인한 피해에 대한 법적 구제는 여러 측면에서 고려될 수 있다. 우선적으로는 공법적 규제 내지 형사법적 제재를 강구할 수 있으며, 또한 민사법적 책임을 확보하는 것을 고려할 수 있는 바, 후자는 사후에 피해자를 실질적으로 구제하기 위한 손해배상 등을 효율적으로 강구하는 것이다.
민사법적 구제방안으로서, 제조물의 결함으로 인한 손해를 구제하기 위하여 다양한 책임법리가 발전되어 왔는데, 이러한 민사적 손해배상책임은 계약책임(채무불이행책임)과 계약외적 책임으로 대별할 수 있으며, 후자는 불법행위책임과 무과실책임으로 대별할 수 있는 바, 3중의 책임체계가 적용될 수 있다. 초기에는 ①계약법적 법리가 전개되고 그 후 계약법적 법리에 한계가 있기 때문에 그 다음에는 ②불법행위 법적 법리가 전개되었다. 그러나 불법행위법적 법리전개도 역시 소비자보호에 충분하지 못한 점이 많아서 ③무과실책임의 법리구성이나 무과실책임을 인정하는 입법적 해결을 시도하여 많은 나라에서 입법에 의하여 제조업자에게 무과실책임을 지우고 있다. 이리하여 오늘날에 확립된 제조물책임법은 무과실책임의 원리에 기초한 계약외적 손해배상책임의 특별법이다.

### 계약책임
제조물책임을 계약책임으로 구성할 수 있다. 피해소비자와 사업자 사이에 유효한 계약관계가 존재하는 경우 사업자에게 하자담보책임과 채무불이행책임을 물어 손해배상을 청구하는 것이다.하자담보책임의 관점으로 보면, 거래 당사자가 계약(주로 매매계약)을 통해 인도받은 생산물에 결함이 있는 경우(매매목적물의 하자)에 매도인은 그 하자에 대해서 무과실의 담보책임을 져야한다. 예컨대 대한민국 민법은 제580조 이하에서 매매계약의 해제권과 손해배상청구권, 그리고 하자 없는 완전물급부청구권을 보장하고 있다. 계약책임으로 이론구성할 경우,  제조자의 과실이나 인과관계 등을 소비자측에서 입증할 필요가 없고, 결함으로 인한 손해의 배상뿐만 아니라 제품의 수리, 교환, 대금감액 등을 피해자의 선택에 따라 청구할 수 있다. 그러나 이와 같은 계약법에서의 담보책임은 그 구제의 방법과 범위가 제한되며, 보다 근본적으로 계약책임은 계약관계가 있는 당사자 사이에서만 적용되는데, 자동화되고 조직화된 현대의 대량 생산 · 대 량 유통 체제하에서는 상품의 결함이 원재료의 공급, 제조공정 또는 판매를 위한 운송과정이나 보관과정 중 어느 단계에서 발생한 것인지 명확히 알 수 없는 반면에, 공업생산물을 구매하여 사용 · 소비하는 일반인은 매도인과는 직접적으로 계약관계에 있으나 생산자와는 대부분 계약관계를 맺고 있지 않기 때문에
소비자가 피해를 입은 경우에 계약책임만 따질 경우에는 흠결 있는 생산물에 의한 피해자 구제에 한계가 있다. 또 계약 책임에 의할 경우 사업자와 관계가 없는 제3자의 피해와 확대손해에 대하여 사업자에게 계약책임을 인정하기가 곤란하다. 이렇게  제조자 측의 개개의 피용자의 과실을 포착하기가 사실상 불가능한 실정이므로 계약책임에 있어서의 입증책임전환의 법리를 이용하는 것은 매우 유리한 입증수단이라고 할 수 있다.

#### 불완전이행
불완전이행에 의하여 제조물책임을 구성하려는 이론은 결함이 있는 제조물의 인도를 불완전이행에 포함시킨다. 즉 결함제조물로 말미암아 소비자가 피해를 입었을 경우에 이를 불완전한 급부로 인한 적극적 채권침해로 보는 것이다. 손해배상의 근거를 본래의 급부의무에 수반되는 종된 의무 내지는 넓은 의미의 형태의무위반 또는 채권채무관계에 있어서의 성실의무를 기반으로 하는 보호의무, 즉 상대방의 권리영역에 대한 특별한 간섭으로부터 발생할 수 있는 손해를 방지하여야 할 의무의 위반에서 구하고 있다. 제조자와 소비자 사이에 직접적인 계약관계가 존재하는 경우에 이 이론을 제조물책임에 적용하면 피해자에게 과실의 입증부담이 없을 뿐만 아니라, 결함상품으로부터 파생하는 확대손해도 적극적 채권침해이론에 의하여 전보할 수 있다는 이점이 있다.

### 불법행위책임
피해소비자와 생산 사업자 간의 계약 관계가 없더라도, 직접 계약관계가 없는 사업자 등에게 불법행위로 인한 손해배상을 청구할 수 있다.이 경우 소비자가 사업자의 행위가 일반 불법행위 요건을 갖추고 있다는 점을 입증하여야 한다. 즉 소비자는 가해자인 사업자에게 고의 또는 과실이 있고, 그 가해행위가 위법하며, 가해행위와 손해발생 사이에 인과관계가 있음을 입증하지 않으면 안 된다. 그런데 오늘날 상품은 고도로 분화되고 전문화된 생산공정과 복잡한 유통과정을 거쳐서 소비자에게 공급되고 있기 때문에, 소비자들이 상품의 결함으로 인하여 피해를 입은 경우에도 그것이 어느 특정한 사업자의 고의 · 과실에 기인한 것이라는 점과 그 가해행위와 손해발생 사이에 인과관계가 존재한다는 것을 입증하기란 대단히 어렵다.

### 무과실책임
전통적인 민사법적 구제방법인 계약법과 불법행위에 의하여 이러한 손해배상을 해결하려는 노력이 시도되어 왔으나 피해자 보호에 한계가 드러나자 이에 대한 수정ㆍ보완 및 새로운 입법의 필요성이 대두되게 되었다. 이런 필요성에서 등장한 제조물책임법이라는 특별법을 통하여 제조업자의 귀책사유에 대한 입증없이, 다시 말해서 소비자의 제조업자의 과실 등에 관한 입증의무가 면제되어서 소비자가 동법에 기하여 제조업자의 책임을 추궁할 수 있다.(무과실책임) 이를 위험책임이라고도 하는데, 그 이유는 결함있는 제조물은 위험책임법상의 위험원이기 때문이다. 미국의 판례를 비롯하여, 유럽연합의 제조물책임지침(1985) 제1조, 영국의 소비자보호법 제2조 제1항, 독일의 제조물책임법 제1조, 프랑스의 제조물책임법 제1386-1조, 그리고 한국 제조물책임법 제3조 제1항과 중국 제조물품질법 제41조 제1항이 각각 무과실책임을 채택하고 있어, 국제적으로 무과실책임이 보편적이다.

## 각국별 입법례
제조물책임법에 대한 연혁과 입법내용은 나라에 따라 일정하지 않으나 크게 보아 미국의 제조물책임법리 또는 유럽연합의 제조물책임지침(1985)을 따르거나 양자를 자국의 상황에 알맞게 혼합 내지 변형하는 입법례로 분석해 볼 수 있다. 독일, 오스트리아, 스위스, 일본(제조물책임법, 1995), 대한민국처럼 개별적 특별법의 입법에 의하거나, 프랑스민법이나 네덜란드민법처럼 민법규정의 확대해석에 의존하거나, 미국처럼 판례에 의해 확립된 원칙에 의하여 책임을 인정하는 예도 있다. 또한 영국이나 브라질처럼 소비자보호법의 일부로 규정한 나라도 있다. 그리고 개별적 특별법에 의하여 위험책임을 규율하는 경우에도 오스트리아처럼 법률의 유추적용을 적극적으로 인정하는 나라가 있는가 하면 독일처럼 이에 대하여 소극적인 입장을 취하는 나라도 있다

### 아시아

#### 대한민국
제조물책임법은 무과실책임법리를 가진 위험책임으로서, 민사특별법의 형태로 등장하였다. 총 8개의 조문으로 이루어진 제조물책임법은 실질적인 피해자 구제 및 보호를 위한 민사적 구제수단으로 제조물의 결함으로 인한 손해배상책임을 인정하고 있으며, 제조물책임의 성립요건으로 제조물의 정의와 결함 및 손해, 손해배상의 주체와 면책사유 등에 대해 규정하고 있다. 본법은 소비자 보호를 강화하고 피해자 구제를 용이하게 했다는 점에서 긍정적인 평가를 받고 있으나 제조물의 범위와 책임의 주체를 현실적인 부분까지 확정하지 못한 점과 입증책임과 관련하여 아무런 규정이 없는 점 등에 비추어 볼 때 피해자 구제 및 소비자 보호에 다소 미흡한 점이 있다. 또한 손해배상에 대하여 상세한 규정이 없이 본법 제8조에서 결함제조물로 인한 손해배상책임에 관하여 별도의 규정이 없으면 민법의 규정에 의하도록 하고 있어, 이때 적용되는 민법상의 규정 및 그에 따른 손해배상의 내용을 구체적으로 확인하는 작업이 필요하다.
현행 제조물책임법은 외형상 제조물책임에 있어서 두 축이라 할 수 있는 미국의 제3차 불법행위법 리스테이트먼트(제조물책임)와 유럽연합의 제조물책임 입법지침을 병합한 것으로서 이에 대하여 긍정적인 평가와 함께 비판적인 우려도 표출되었었다.제조물책임법이 시행된 지 5년이 지나면서 자동차 급발진 사고, 담배소송 등에서 제조물책임을 주장하고 있으나, 아직까지 제조물책임법을 적용하여 손해배상을 인정한 사례가 많지 않다. 제조물 사고가 발생한 경우 피해자가 손해배상을 받게 되는 절차를 살펴보면, 피해자는 제조업자를 상대로 손해배상을 청구하고 그 과정에서 제품의 결함, 손해의 발생, 결함과 손해간의 인과관계를 입증하여야 한다. 그리고 제조업자에게 책임이 있다는 사실이 입증되었다고 해도 제조업자에게 경제적 능력이 있어야 비로소 피해자는 손해를 배상받을 수 있게 된다. 이처럼 제조물책임법이 시행되어도 피해자로서는 실질적인 피해구제를 받는데 대하여 여전히 많은 어려움을 갖고 있다. 제조물책임법은 책임요건을 과실에서 결함으로 변경하는 것을 핵심내용으로 하였을 뿐, 제조물 사고 후 어떠한 배상기준으로 어떠한 절차를 거쳐 어떻게 배상되는지에 대한 자세한 정함이 없기 때문이다. 현실적으로도 제조물사고가 발생한 경우 재판을 통한 피해구제 보다는 다양한 재판 외 피해구제기구를 통하여 분쟁을 해결하게 된다.

#### 일본
1975년 4월 일본의 국민생활심의회 소비자보호부회에 설치된 소비자교제 특별위원회가 제조물책임의 무과실책임화를 요구하는 보고서를 제출한 것이 최초의 정부차원의 논의이었다. 그 후 수많은 입법의견이 제시되었으나, 그 논의가 진전을 보이지 않았다. 1985년에 이르러 EC지침이 공표되었고 EC각회원국이 국내입법을 추진하게 되자, 일본에서는 다시 제조물책임에 관한 사회적 관심이 고조되었고 사회단체 정당 등에서 다양한 법안이 제안되었다. 정부의 생활대국 정책에 따라 국민생활 안정차원에서 제조물책임의 입법을 추진하였다. 1993년말에는 경제기획청 국민생활심의회 소비자정책부회에서 제조물책임제도의 소비자피해의 방지구제기능 및 그 내용에 관한 보고서를 정부에 제출하였다. 정부는 1994년 4월 12일에 의회에 법안을 제안하여 1994년 6월 22일에는 동법안이 의회를 통과하였고 1995년 6월부터 시행되었다.
동법의 주요내용을 보면 다음과 같다. ①이 법률은 제조물의 결함에 의하여 사람의 생명,신체 또는 재산에 관련된 피해가 발생한 경우 제조업자 등의 손해배상책임을 규정함으로써 피해자의 보호를 도모하고 이로써 국민생활의 안정향상과 국민경제의 건전한 발전에 기여함을 목적으로 한다(제1조). ②제조물의 범위는 제고 또는 가공된 동산으로 하였다(제2조 제1항). ③이 법률에서 결함은 당해 제조물의 특성, 통산 예견되는 사용형태, 제조업자 등이 당해 제조물을 인도한 시기, 기타 당해 제조물과 관련된 사정을 고려하여 당해 제조물이 통상 가져야 할 안전성을 결하고 있는 것을 말한다(제2조 제2항). ④이 법률에서 책임주체는 영업으로 제조물을 제조, 가공 또는 수입한 자와 스스로 당해 제조물의 제조업자라고 당해 제조물에 성명, 상호, 상표 기타의 표시를 한 자 또는 당해 제조물에 제조업자로 오인시키는 성명 등의 표시를 한 자로 하고 있다(제2조 제3항). ⑤무과실책임을 정하고 있다. 다만 손해가 당해 제조물에만 발생할 때에는 동법이 적용되지 아니 한다(제3조). ⑥제조물의 면책항변사유로 개발위험 항변 등을 인정하고 있다(제4조).

#### 중국
개혁 · 개방 전까지만 하여도 중국은 오랫동안 고도로 집중된 행정경제체제를 실시하면서 상품의 생산과 교환을 제한하였다. 그리하여 오랫 동안은 소비재의 부족현상이 심각한 사회문제로 나타났고 소비자보호는 관심의 대상이 아니었다가, 1979년부터 중국은 경제체제 개혁과 대외개방 정책을 실시하면서 점차적으로 시장경제로 전환되었다.1979-1982년의 민법 1-4초안은 모두 제조물의 엄격책임에 관하여는 아무런 규정도 두지 않았었고, 1985년 이전의 중국의 민법저서들은 제조물의 결함으로 손해를 발생시킨 불법행위책임문제는 전혀 언급하지 않고 있었다.
1980년대 중반에 이르러서는 소비자이익에 막대한 침해를 주는 사건들이 발생하면서 사회문제로 대두하였다. 맥주병의 폭발, 텔레비전 수상기의 폭발, 보일러 가스누출, 화장품으로 인한 피부의 훼손, 식중독 등으로 인한 소비자의 사망이나 상해와 같은 사건들이 연이어 발생하였다. 심지어 가짜 약, 가짜 술, 유독 식품을 제조 판매하여 소비자의 생명과 재산의 안전을 심각하게 위협하는 범죄활동도 발생하였다.
이러한 배경 하에 1986년 민법통칙의 기초자들은 학자들의 건의를 받아들여 민법통칙을 제정하였고 1987년 1월 1일부터 시행하였다. 이는 제9장 156조로 구성되는데, 그 중 제조물책임에 대하여는 제122조에서 제조물책임에 관한 원칙규칙을 두어 무과실책임을 인정하였다. 중국민법통칙 제122조는 “제조물의 품질이 규준에 엄격하지 않고 타인의 재산 · 인격에 손해를 준 경우에는 제조물의 제조자와 판매자는 법에 따른 민사책임을 진다. 운송인 · 보관인이 여기에 대해 책임을 지는 경우에는 해당 생산물의 제조자 · 판매자는 손해배상을 청구할 권리를 가진다.”고 하여 제조물책임의 원칙적인 규정을 정하고 있다. 그런데 본 조문은 제조물책임법에서 통상적으로 사용하는 “결함”이라는 개념을 사용하지 않고  “제품품질 불합격”이라는 용어를 사용하여 계약법상의  “하자”개념과 쉽게 혼동되었다. 그리하여 본 조항에 의하여 제조업자가 지는 책임의 성질에 관하여 학자들 사이에서는 서로 견해들이 대립하였다.
이후, 중국은 1993년 2월 22일 중화인민공화국 산품질량법(産品質量法; 이하 "제조물품질법"이라 한다)을 통과시켰으며, 이어 2000년 7월 8일 동법이 개정되어 2000년 9월 1일부터 시행하고 있다.

### 북아메리카

#### 미국
|                                                      |
| 불법행위법                                           |
| 영미법 시리즈                                        |
| 과실                                                 |
| 주의의무 · 주의기준                                  |
| 근인 · 사실추정의 원칙                               |
| 과실계산 · 가해자 완전책임                           |
| 과실의 정신적 가해행위                               |
| 구조원칙 · 구조의무                                  |
| 법률상 불법행위                                      |
| 제조물책임법 · 고위험 행위                           |
| 불법침입인 · 승낙출입자 · 고객                       |
| 유인적 위험물                                        |
| 재산관련 불법행위                                    |
| 불법침해 · 컨버전                                    |
| 압류동산회복소송 · 동산점유회복소송 · 횡령물회복소송 |
| 유해물                                               |
| 근린방해 · 라일랜즈 대 플레처 판결                   |
| 의도적 불법행위                                      |
| 폭행위협 · 폭행 · 불법감금                           |
| 정신적 피해                                          |
| 승낙 · 필요 · 자기방어                               |
| 명예관련 불법행위                                    |
| 명예훼손 · 사생활 침해                               |
| 신뢰훼손 · 절차악용                                  |
| 악의적 기소                                          |
| 경제적 불법행위                                      |
| 사기 · 불법적 간섭                                   |
| 음모 · 영업방해                                      |
| 의무, 변론, 구제방법                                 |
| 상대적 과실과 과실 기여                              |
| 명백한 회피 기회 원칙                                |
| 상급자책임 · 동의는 권리침해 성립을 조각             |
| 패륜적 계약에서 채권발생 없다                        |
| 손해배상 · 금지명령                                  |
| 영미법                                               |
| 미국의 계약법 · 미국의 재산법                        |
| 미국의 유언신탁법                                    |
| 미국의 형법 · 미국의 증거법                          |

영국의 판례를 수용하면서 발전하기 시작한 미국의 제조물책임법은 이후, 미국 자체의 판례에 의하여 형성, 발전하여 현재는 세계 각국이 미국의 이론과 제도를 사실상 받아들여 제조물책임의 종주국이라고 할 수 있다.
미국에서는 사회 · 경제적 사정의 변화에 따라, 제조물의 결함으로 인한 손해를 구제하기 위하여 다양한 책임법리가 발전되어 왔는데, 이는 크게 계약책임적 구성과 불법행위책임적 구성으로 나눌 수 있다. 판례에 의하여, 우선 초기에는 계약책임적 구성이 시도되었고, 후에 계약책임의 한계를 극복하기 위하여 불법행위책임적 구성이 시도되었다. 계약법에서 발전해온 보증위반(breach of warranty) 이론도 있다. 불법행위책임적 구성으로는 과실책임(negligence liability), 보증책임(warranty liability)이 있고 이 순서로 발전해 왔다. 이어서 1963년 캘리포니아주 최고재판소가 무과실책임이론을 채택한 이후, 1965년에 공표된 제2차 불법행위 리스테이트먼트 제402조 A에 규정됨과 동시에, 1970년대에 각주가 채택하게 됨으로써 무과실책임은 미국 제조물책임의 원칙이 되었다.

##### 과실책임론
미국에서는 1916년 이래 판례법의 전개에 따라 모든 제품에 대해 소비자가 직접적으로 제조자의 책임을 물을 수 있는 길이 열려 있었고, 전통적으로 미국에서 제조자에게 책임을 지우는 근거로 과실책임의 원칙을 적용하여 왔으며, 이는 제조물책임의 주체가 되는 제조업자 등의 주의의무가 선량한 관리자로서 주의의무를 위반(negligence)하였을 경우 책임을 지게 되는 과실책임론을 말하는 것이다.

###### 계약상 과실책임론: 계약당사자 관계의 요구
19세기 이전의 경제거래는 생산자와 소비자 사이의 직접거래가 원칙이었으며, 소비자도 생산자나 생산물에 대한 지식을 가지고 있었고, 스스로의 판단에 의하여 거래를 하는 것이 가능하였다.  이에 따라 소비자(=매수인)는 상품의 결함에 의하여 피해가 발생하여도 매수인이 주의를 게을리하였다는 이유로 그 손해를 스스로 부담하지 않으면 안 되었다. 이것을 caveat emptor (the buyer beware)라 하는데, 이는 “매수인이여 주의하라”는 뜻으로 매수인 스스로가 위험이 있어도 매수한다는 일반규칙을 표시하는 보통법 상의 격언이다.
또한, 산업혁명을 시작으로 산업화가 진전되면서 미국과 같은 선진 공업국은 공업산업의 육성이 우선이었기 때문에 산업화의 과정에서 생기는 피해자의 보호에는 무관심 하였다. 즉 이 시기에 있어서는 미국이 산업혁명 이후에 자본주의 경제의 확립과 산업보호라는 국가적 필요에 의해서, 또는 개인의 경제활동의 자유를 최대한으로 보장하려는 근대시민법원리가 적용되고 있어서 판례의 입장은 제조물의 결함으로 인하여 그 제조물의 소비자나 사용자에게 손해가 발생하더라도 원고 · 피고 사이에 매도인 · 매 수인과 같은 직접적인 계약당사자관계(privity of contract)가 존재하지 않는 한 제조자는 그에 대한 책임을 부당하지 않는 것이 원칙이었다. 즉 쌍방 간에 계약당사자관계가 존재하지 않으면, 계약상의 책임은 물론이고 불법행위상의 책임도 부담하지 않는다는 입장이었기 때문에 매도인은 계약의 직접적 당사자인 매수인에 대하여만 책임이 있고, 매수인 또한 계약의 직접적 당사자인 매도인에게만 책임을 물을 수 있을 뿐 제조자 등 계약의 직접적 당사자가 아닌 제3자에 대하여는 책임을 물을 수 없었다.
이는 가해자에 대한 손해배상책임의 발생요건으로 계약당사자관계를 요함으로써 소비자가 직접의 판매자가 아닌 제조자에 대하여는 소송을 제기하는 것이 허용되지 않는다는 영국 보통법 상의 원칙에서 기인한 것이다.

###### Winter bottom v. Wright 사건
결함상품으로 인한 손해발생에 대해 제조물책임을 인정하지 않은 유명한 사건은 1842년 영국에서의 Winterbottom v. Wright 사건이었다. 이 사건에서 피고(Wright)는 우편마차의 공급자로서 (체신장관) 에게 고용되어 우편마차를 공급해 온 자이다. 피고는 체신장관과의 계약에 의해 자신의 책임으로 우편마차를 적합하고 안전한 상태로 계약의 목적에 맞게 공급하고 유지할 책임을 지고 있었다. 마부인 원고(Winterbottom)는 체신장관과 계약을 맺은 다른 사람에게 고용되어 마차를 몰고 가던 중 마차의 숨은 하자로 인하여 마차가 전복되고 부서져 상해를 입었다. 원고는 자신과는 직접 계약관계가 없는 마차의 제조자를 상대로 손해배상을 청구하였다. 법원은 마차의 제조자와 원고 사이에 직접적인 계약관계가 없다고 하여 피고에 대하여 소송을 제기할 수 없다고 판시하였다. 법원은  “매수인이 주의해야 한다”(caveat emptor)는 법리에 의거하여 제조자의 책임을 인정하지 않았다. 이 사건은 그 후의 판결에서 계약당사자에 대하여 동인(同人)이 계약상의 의무를 이행하는데 과실이 있었는지 또는 그 의무를 이행하지 아니하였는지에 관계없이 계약당사자가 아닌 사람들에 대한 과실책임을 면제하는 선례로서 널리 인용되었고, 피해자가 제조자의 과실을 이유로 소를 제기하려면 양당사자 간에 계약상의 직접적인 당사자관계가 존재하여야 한다는 원칙이 확립되게 된다.
계약당사자관계를 엄격히 적용하여 제조자의 책임을 면제하여 주는 이러한 전통적인 과실책임론은 근대자본주의의 발달에 있어서 개인의 경제활동의 활성화와 자유경쟁에 의한 기업발전에 이바지하였다는 점에 있어서는 공로가 있으나, 소비자측의 관점에 있어서는 권리구제에 현저한 제한이 되었다는 점에서 폐단이 있었다. 따라서 이러한 법리를 따르게 되면 기업은 소비자의 활발한 구매활동에 의하여 성장과 발전을 이루게 되었음에도 불구하고 그 성장과 발전에 조력자로서의 역할을 담당했던 소비자에 대해서는 책임을 지지 않아도 된다는 것이 되어 공평의 이념에 반하는 결과가 되었다.

###### 계약당사자 관계의 배제
1842년 영국의 Winterbottom 사건에서의 계약 당사자 관계(privity of contract) 이론이 지속됨으로써, 무기나 독극물 등에 의한 인신상해가 자주 발생함에도 불구하고 당사자간에 계약관계가 존재하지 않아 배상받지 못하게 되는 문제점이 발생하였다. 그리하여, 1853년의 Thomas and Wife v. Winchester 사건을 계기로 계약 당사자 관계의 요구가 완화되기 시작했다. 이 사건에서 뉴욕주 대법원은 제조자는 계약관계의 유무와 관계없이 최종소비자에 대하여 책임이 있다고 판결하였다. 이 사건은 소매약방이 잘못된 라벨이 붙은 독약을 그 표시에 맞는 무독한 것으로 믿고 어느 고객(Thomas)에게 팔았는데, 이 고객의 처는 그 라벨을 믿고 그 약을 먹었던 바, 신체에 큰 상해를 입었다. 그래서 이 고객과 고객의 처는 라벨을 애초에 잘못 붙인 최초의 매도인(Winchester)에 대하여 손해배상청구의 소를 제기하였다. 이 사건에서 미국 뉴욕주 대법원은 사람의 안전에 ‘본질적으로 위험한’(inherently) 또는 ‘급박한 위험’(imminently dangerous)이 있는 경우에는 예외적으로 매도인이 매수인 이외의 제3자에 대해서도 책임을 지도록 하였다. 즉,  라벨이 잘못 붙은 독약은 인명에 급박한 위험을 주는 것을 예견할 수 있으므로, 제조자는 계약관계의 유무와는 상관없이 최종소비자에 대하여 책임을 져야 한다고 판결하였다. 이런 예외는 약품 외에 식료품 또는 총기 및 폭발물 등에서도 인정되었다.
1903년에는 제조업자 또는 판매업자가 제조물의 결함으로 인하여 당해 제조물의 구매자 또는 제3자가 손해를 입을 것을 거의 확신(substantially certain)하는 경우에 고의(故意)에 의한 손해배상책임(고의책임)이 인정되었다.  결정적으로 계약 당사자 관계의 예외를 인정한 판례는 1916년 미국의 MacPherson v. Buick Motor Co. 사건이라고 할 수 있다. 이 사건에서 피고는 자동차 제조업자인데, 그는 딜러에게 자동차를 매각했고, 딜러는 원고에게 차를 다시 매각했다. 원고가 어느날 차를 운행하던 중 갑자기 바퀴가 부서지면서 차 밖으로 튕겨나가 상해를 입게 되었다. 바퀴 중 하나는 결함 있는 목재로 만들어졌고, 바퀴살이 산산조각 났다. 그러나 바퀴는 피고가 제작한 것이 아니고 다른 제조업자로부터 공급받은 것이었다. 그 결함은 합리적 검사에 의해 발견될 수 없었으나 그러한 검사가 생략되었다는 것은 입증되었다. 피고가 결함을 알고 있었는가와 고의로 그것을 감추었는가에 관하여는 주장된 바가 없었다. 결정되어야 할 문제는 피고가 직접 구매자 이외의 자에 대해서는 의무를 부담하는 것인가에 있었다. 이 판결에서 벤자민 N. 카도조 판사는 Thomas v. Winchester 판결 이후 성립된 본래적으로 위험한 것이라는 의미에서 사물의 통상적인 작동을 파괴시키는 요소가 되는 것도 포함된다고 하고, 통상의 주의 또는 기술에 관한 과실로 인하여 손해를 야기시켰다면 과실책임을 짐이 마땅하고 이 책임은 직접 구매자에게만 한정되지는 않는다고 하여 본 사건에서 제조자의 구매자 이외의 자에 대한 직접 책임을 인정하였다. 본 판례는 제조물책임에 있어서 계약당사자관계 요건의 예외를 확대한 사건이었으며, 이로써 소비자보호의 범위가 더욱 강화되었다고 볼 수 있다.이렇게 형성된 계약법상 엄격책임(strict liability in contract) 법리는 합리적 인간(reasonable person)이 판단하여 볼 때 제조물의 결함으로 인하여 제조물의 구매자 또는 제3자가 손해를 입을 것을 예견할 수(foreseeable) 있다면, 당해 제조물의 제조자 또는 판매자가 이러한 손해발생의 방지를 위하여 필요한 주의(due care)를 기울이지 아니한 경우에는 과실에 의한 손해배상책임이 인정된다는 것이다. 제조물책임에 대하여 미국의 다수의 주(州)에서 채택하고 있는 원칙이기도 하다.
1944년에는 불법행위법상 과실에 대한 증명을 전환 내지 제거해야 한다는 의견(과실추정칙)이 나왔다.(Escola v. Coca Cola Bottling Co) 이 사건에서 재판부는, “제품의 생산업자인 대기업은 보험에 가입함으로써 위험을 분담시킬 수도 있고, 보험료를 제품가격에 포함시켜 소비자에게 부담시킬 수도 있으며, 또한 제품에 내재하고 있는 위험을 소비자보다 정확히 파악 · 방지할 수 있는 등 소비자에 비하여 손해를 부담하기에 더욱 적합한(better position) 지위에 있다.” 고 하였다.

##### 무과실책임론
행위자의 과실이 아닌 제품의 결함을 책임의 근거로 해서 제조자나 판매인 등에게 엄격한 책임을 지우는 법리를 무과실책임이라 한다. 이러한 무과실책임은 원고의 입증완화 및 배상의무자의 한계라는 과실책임의 단점을 보완하는 것이 장점이다. 그러나, 제조물책임의 법리의 발달은 제조물책임의 위기를 불러와 이에 대한 반작용으로 원고의 입증책임을 강화하고 징벌적 손해배상금의 인정요건을 엄격히 하는 등 제조물책임의 적용을 제한해 왔다. 즉 제조물책임 위기 이후 미국에서는 비경제적 손해에 대한 책임제한설정, 연대배상의 부분적 제한, 부수적인 급부의 손익공제(Collateral Source Rule), 정기금배상의 채택, 징벌손해금금의 제한, 소멸시효의 단축이나 법정책임기간의 도입 등을 불법행위 관련 주법이나 연방입법(안)의 주요 개혁내용을 채택하고 있다.
제조자 책임을 주장하기 위해서는 원고가 제조물의 결함이 있거나 제조공정상의 문제 혹은 문제를 사전에 알리지 못한 점등을 입증해야 한다.

###### 판례상 이론 형성과 입법화
불법행위책임 역시 결함제조물로 인한 피해를 구제하기에는 한계가 있었다.  그리하여, 1963년에 캘리포니아주 최고재판소는 그린맨(Greenman) 사건을 통하여 과실요건을 제거함으로써 불법행위법상 무과실책임 법리를 형성하였다. 그린맨 사건은 원고가 자기 부인이 소매상으로부터 구입하여 선물한 목공선반으로 사용되는 조립동력기계(제품명: Shopsmith)를 사용하던 중 기계의 결함으로 인하여 나무 파편이 튀어나와 눈을 다쳐 중상을 입은 사건이다. 이 사건에서 원고는 소매상 및 제조회사를 상대를 과실 및 보증위반에 근거한 소송을 제기하였고, 또한 기계의 부품을 고정시키는 나사못이 부적합한 것임을 보여 주는 실체적 증거를 제출하였다. 판결은 소매상에 대한 책임은 부정하여 청구를 기각하였고, 제조회사에 대하여는 책임을 인정하여 원고의 청구를 인용하였다.
그리고 1965년에 공표된 제2차 불법행위법 리스테이트먼트(Restatement of Torts §402A, B) 개정을 통해 이러한 무과실책임이 규정되기에 이른다. 이는 미국 전역에서 제조물책임소송을 확대시키는 계기가 되었다. 그러나 마치 독립적인 두 가지 요소로 구성되어 있는 것 같은 ‘비합리적으로 위험한 결함상태’에 대한 법원의 해석은 다양하게 나타났다.일부 법원들은 두 가지 요소를 모두 원고가 증명하도록 요구하기도 하고, 몇몇 법원들은 비합리적인 위험성만 요구하고 결함상태의 증명을 요구하지 않거나, 비합리적으로 위험한지에 관계없이 결함의 본질에만 초점을 맞추어 판시하기도 하였다. 이와 같이 제2차 불법행위법 리스테이트먼트 402A조에는 결함개념의 판단에 관해서 구체적인 기준 내지 지침이 없는 상태에서 30여 년 동안 각 법원들은 다양한 해석을 하게 되었다.

###### 부작용과 모델법 제정
그리고 1970년대부터 많은 주에서 무과실책임을 채택하여, 각자 포괄적인 제조물책임법을 제정하여 왔는데,이 주법(州法)들은 조항이 매우 다양하였다. 게다가, 미국에서는 무과실책임을 채택하면서 제조물책임소송의 급격한 증가와 배상액의 고액화에 의하여 1976년과 1985년 두차례의 배상책임보험의 파동으로 인한 제조물책임의 위기(product liability crisis)가 발생하였다. 이것은 제조물책임소송의 급증 · 손해배상액의 고액화에 의한 제조물책임 보험료의 급격한 인상 · 제조물책임을 위한 보험가입의 곤란 혹은 제조물책임보험의 파탄 등을 야기한 상황을 말한다. 이러한 상황을 초래한 원인으로서는 소가에 관계없는 소송제기비용, 수많은 변호사의 존재, 패소의 경우에도 원고가 변호사 비용을 부담할 필요가 없는 변호사 성공보수제도, 일반 시민가운데 무작위로 선임된 배심원이 책임의 유무 및 배상액을 인정하는 배심원제도, 실제 손해액 이상의 배상을 과하는 징벌적 손해배상제도 등의 사법제도 이외에 불충분한 의료보험제도 등을 들고 있다.
이렇게 제조물책임 문제가 심각한 사회문제로 부각되자, 이러한 제조물책임 위기를 극복하기 위하여 연방차원에서는 제조물책임에 대하여 징벌배상의 제한과 재판외 분쟁처리 제도의 도입이라는 제도적 개혁을, 각주에서는 불법행위제도의 개혁 및 제조물책임에 관한 법률의 제정을 추진하고 있다. 즉, 1976년 4월  미국 상무부를 중심으로 ‘제조물책임에 관한 연방합동조사위원회(Federal Interagency Task Force)’를 구성하였다. 동 조사위원회는 제조물책임 문제에 관한 조사와 검토를 거쳐 마련한 최종보고서를 1977년 11월에 발표하였다. 동 보고서를 기초로 상무부는 1979년 10월 ‘통일제조물책임 모델법’(MUPLA:The Model Uniform  Product Liability Act)을 제정 · 공포하여, 주(州)가 자발적으로 사용하도록 함으로써 제조물책임문제 해결의 전기를 마련하였다. 그러나 통일제조물책임모델법은 각 주에 의하여 외면되었고, 이에 연방의회에 의한 연방제조물책임법의 제정을 통해서 제조물책임 문제를 해결하려고 노력하였다. ―그러나, 연방정부에 의한 연방 제조물책임법은 아직까지 만들어지지 않고 있다―이러한 노력은 제조물책임 위기의 원인이 무과실책임으로서의 엄격책임론에 있다는 인식 하에 제조물책임원칙을 무과실책임주의에서 다시 과실책임주의로 복귀할 목적으로 추진하였다. 또한, 제도개선을 위하여  카스텐 법안(1992년 10월 폐회된 제102회 연방의회. 폐기)이나 록펠러 법안(제103회 연방의회에 제출) 등도 제안된 바 있다. 그러나 최근에는 제조물책임위기의 가장 중요한 원인이 무과실책임주의가 아니라 징벌적 손해배상제도나 연대책임제도 등 다른 원인에 존재한다는 인식이 제기되면서 연방제조물책임법 입법화 경향도 비경제적손해의 제한, 징벌적 손해배상의 제한, 공동책임자 사이의 연대책임의 제한, 대체적 분쟁 해결제도의 확립 등 이론적 측면보다는 직접적 효과를 기대하는 제도적 측면을 규율하는 규정의 입법화에 중점을 두고 있다. 그 후, 제2차 불법행위법 리스테이트먼트에 대한 비판을 수용하여 1997년에 제3차 리스테이트먼트 불법행위법(제조물책임편)이 완성되었다.

###### 예
위키군이 위키백과 기금마련 바자회에서 위키재단에서 운영하는 농장에서 생산된 키위 1상자를 샀다. 농장의 잘못으로 키위의 농약이 완전히 세척되지 않은 채 팔리게 되고 위키군은 키위를 씻지 않고 먹다가 심한 복통으로 병원에 입원하기 된다. 이 경우 위키재단 농장은 제조물책임법에 의해 배상을 해야한다. 물론 위키군이 키위를 흐르는 물에 씻지 않고 먹은 점이 있지만 위키농장 측에서 세척하지 않고 먹는 것을 충분히 예견할 수 있었고 잔존 농약이 위키군의 복통의 직접적 원인이기 때문이다.

##### 시효
제조물책임도 불법행위의 일종이므로, 시효에 의하여 제조물책임이 소멸한다. 미국의 경우, 시효기간이 주별로 상이하다.

### 유럽

#### EU
EC에서는 시장통합 작업의 일환으로써 EC지역내의 경쟁조건의 동일화, 유통의 촉진, 소비자보호의 관점에서 제조물책임에 관한 통일 입법의 필요성이 제기되었다. 1968년 제조물책임의 통일입법을 위한 검토를 시작한 이래 약 15년간의 논의를 거쳤다. 그 후 1985년 7월 25일 비로소 제조물책임에 관한 EC지침을 제정 · 공포하게 되었다.
동 지침의 주요내용은 다음과 같다.: ①제조자에게 상품의 결함으로 인하여 발생한 손해에 대하여 무과실책임(verschuldensunabhängige Haftung)을 지도록 하고 있다(지침 제1조). ②적용대상 상품에는 전기 및 공업적으로 생산된 모든 동산을 포함시키고 있다. 다만 제1차 농·축·수산물 및 수렵물은 원칙적으로 제외되지만 각 가맹국이 국내법에서 이를 포함할 수 있는 여지를 인정하고 있다(지침 제2조). ③책임주체인 제조자의 범위에는 완성품 제조자 외에 원재료·부품제조자, 자신을 제조자로 표시한 자, 수입업자, 제조자의 확정이 어려운 경우 각각의 공급자도 포함하고 있다(지침 제3조). ④피해자가 상품의 결함, 손해발생, 결함과 손해간의 인과관계를 입증하도록 하고 있다(지침 제4조). ⑤상품의 표시, 합리적으로 예상할 수 있는 상품의 사용, 상품이 유통된 시기 등을 포함한 모든 사정을 고려하여 사람이 당연히 기대하는 안전성을 구비하지 않은 경우에 이를 결함으로 인정하고 있다(지침 제6조) ⑥면책의 항변사유를 인정하고 있다(지침 제7조). 그것은 제조자가 그 상품을 유통시키지 아니한 사실, 제조자가 상품을 유통시킨 시점에는 결함이 존재하지 않았다든가 또는 그 결함이 그 후에 발생되었다는 사실, 그 상품이 영리를 목적으로 제조된 것이 아니라는 사실, 제조자가 상품을 유통시킨 시점의 과학 기술 수준으로는 결함의 존재를 발견할 수 없었다는 사실(선택조항), 부품제조자의 경우 최종상품 설계 또는 완성품 제조자의 지시에 의하여 결함이 발생하였다는 사실 등이다. ⑦손해배상의 범위를 최저 500ECU에서 최고 7000만 ECU로 하고 이를 선택조항으로 하고 있다(지침 제9조 제16조). ⑧ 기존에 회원국의 책임법 규율에 의해 피해자에게 인정되는 청구권은 그대로 유지되도록 한다.(제13조) ⑨ 핵사고로 인한 손해에는 그 적용을 배제하는 외에는 다른 손해들을 모두 포괄한다.(제14조) ⑩ 각 회원국에 대하여 1988년 7월 30일까지 국내법을 정비하여 제조물책임법을 시행하도록 의무지우고 있다.(제19조)
유럽 연합 각 회원국은 이후 차례로 동 제지침에 따른 입법을 하기 시작하였으며 현재 프랑스와 스페인 등 몇 나라를 제외한 각 회원국은 입법을 완료하였다.

#### 영국
영국에서는 1987년 5월 15일에 ‘1987년 소비자보호법’을 제정하였다. 이 법 제1장에는 제조물책임을 규정하고 있는 바, 본 법은 1988년 3월 1일부터 시행되었다. 이 법에서는 기본적으로 EC지침을 따르고 있다. 그 주요 내용은 다음과 같다. ① 무과실 책임원칙을 채택하여 피해자는 제조인의 과실의 입증없이 손해배상을 청구할 수 있게 되었다.(동법 제2조) ②제조물의 범위는 동산 및 전기로 하고 있다. (동법 제1조 제2조). 미가공산품이 포함되지 않는 것은 EC지침과 같다. ③책임주체인 제조자의 범위도 EC지침과 같다(동법 제 2조). ④제조물의 안전성이 일반적으로 기대할 수 있는 정도에 미치지 못하는 경우 결함이 존재하는 것으로 한다. 여기서 안전성이라 함은 당해 제조물에 내포되어 있는 부품의 안전성 및 재산상 피해의 이 위험과 관련한 안전성 그리고 사망 또는 신체적 피해의 위험과 관련된 안전성을 포함한다(동법제3조). ⑤손해는 사망, 신체손해, 부동산을 포함하는 재산상의 손해를 말한다. ⑥제조법의 항변사유는 EC지침과 유사하나 개발위험 항변에 관하여는 EC지침에 비하여 제조자의 입장을 보다 더 고려한 것으로 보이다.

#### 독일
1989년 제조물책임에 관한 특별법이 제정되기 전 독일의 결함상품 피해자는 상품의 제조자 또는 매도인에게 계약책임 법리나 불법행위책임 법리로 손해배상청구가 가능하였다. 다만 제조자와 소비자 사이에 계약관계가 있는 경우에는 계약의무위반을 추궁할 수 있지만, 일반적으로 제조자와 소비자 사이에는 계약관계가 없는 것이 일반적이므로 결함상품에 대한 책임추궁은 거의 불법행위주의를 채택하고 있다. 법원은 일반불법행위 책임에 대하여 원칙적으로 과실책임주의를 채택하고 있으나, 제조물책임에 있어서는 판례에 의하여 과실의 입증책임을 제조자에게 전가하는 등 실질적으로는 무과실책임에 상당히 근접함으로써 피해자의 부담을 경감하고 있었다. 또 EC지역내 시장통합 작업의 일환으로 EC지역내의 제조물책임에 관한 통일입법의 필요성이 제기되어 동지침이 확정되자, 연방정부는 1988년 6월 9일 연방의회에 "결함제조물에 대한 책임에 관한 법율안"을 제출하였고 동법안은 1989년 12월 5일 연방의회에서 통과하여 1990년 1월 1일부터 "제조물책임법"라는 법명의 특별법으로 시행되었다. 동법은 19개 조문으로 구성되어 있으며 그 내용은 EC지침의 내용을 그대로 채택하고 있다. 다만 입법시 연방의회에서는 EC지침의 선택조항의 취급과 관련하여 ①제조물책임법의 적용범위 문제로서 농산물 및 수렵물의 적용제외 여부 ②개발위험의 인정 여부 ③책임한도액의 설정 여부 ④위자료청구의 인정 여부가 주요쟁점이 되었다. 결국 ①농산물 및 수렵물은 제조물책임법의 대상으로 하지 않고 ②제조자에게 개발위험 항변을 인정하고 ③무과실책임의 경우에는 책임제한을 두는 것이 종래의 방식이라 하여 책임한도액을 설정하고 ④또한 독일에서는 일반적으로 무과실책임에는 위자료를 인정하지 않는다고 하여 위자료를 인정하지 않는 것으로 하였다.

## 생산물배상책임보험
생산물 배상책임 보험이란 손해보험의 일종으로 제조업자가 소비자에게 보상하는 비용을 부담한다. 단 이 보험에서 부담하지 않는 경우로는 고의의 사고나 천재에 의한 사고, 제조물 자체의 손해보상등이다. 보험은 손해배상금과 손해발생에 대한 대책을 강구하는데 드는 긴급비용 등을 보상해 준다.
미국에서는 1940년부터 표준보험약관이 사용되기에 이르렀다. 이 영업배상책임보험에서는 피보험자가 부보하고 있는 제조물의 결함으로 타인에게 가한 인적 손해, 물적 손해와 소송비용, 손해방지비용, 손해배상금 등을 보상하고, 전쟁 등과 같은 절대적 면책위험과 제조물의 회수 · 검사  · 수리  · 대체비용 · 제조물의 자체손해는 보상하지 않는다.

## 같이 보기
- 징벌적 손해배상

## 참고 문헌
- 강창영 · 최병록 · 박희주, 〈제조물책임법의 제정에 관한 연구[깨진 링크(과거 내용 찾기)]〉, 한국소비자보호원, 1994.
- 이상윤, 《영미법》, 박영사, 1996-초판(ISBN 89-10-50379-3), 2000-개정판(ISBN 89-10-45160-2)
- 한봉희,『제조물책임법론』,대왕사, 1997. (ISBN 8945600132)

- 김상용 (1998). 《채권각론(하)》. 법문사.
- 성문출판사 편집부,『제조물책임법 도입의 개선과제 및 기업의 대응방안』,전국경제인연합회, 1999. (ISBN 5000001143 {{isbn}}의 변수 오류: 유효하지 않은 ISBN.)
- 연기영, 〈제조물책임법의 제정과 기업의 대책〉, 한국비교사법학회, 《비교사법》 제6권 제1호. (1999.6)
- 임영주 역, 『기업과 소비자를 위한 제조물책임법 모든것』, 청림출판, 2002. (ISBN 89-352-0488-9)
- 황정연,『제조물책임법』,미래경제정책연구원, 2002. (ISBN 8995310219)
- 강동근,『제조물책임법  (제조물배상책임과 소비자의 피해 구제를 위한)』,가림M&ampB, 2002. (ISBN 898910730X)
- 공길택,『제조물책임법(PL) 대응방법론』, 청문각, 2002. (ISBN 8970888497)
- 김종렬,『제조물책임법』, 법률서원, 2002. (ISBN 8986004739)
- 배재광 역『제조물책임법 사례 해설』, 전자신문사, 2002. (ISBN 8985412469)
- 편집부,『제조물책임법 해설 및 사례』, 한국소비자보호원, 2002. (ISBN 2007552001040)
- 안법영(安法榮), 〈獨逸 醫藥品法과 製造物責任法 - 缺陷 있는 醫藥品에 대한 製造物責任法의 適用을 위한 小考 - 〉 대한의료법학회, 《의료법학》(제3권 제2호).  2002.12.
- 권오승,  《제조물 책임법》, 법문사, 2003. (ISBN 8918019696)
- 안법영(安法榮), 〈의료와 제조물책임〉 고려대학교, 《고려법학》, 2003, Vol.40.
- 박종은,『제조물 책임법과 기업의 제조물 책임법 대응전략 및 전술』,두남, 2004. (ISBN 8984045403)
- Black's Law Dictionary 1486 (8th ed. 2004)
- 김도연, 〈製造物責任法上의 消費者保護에 관한 硏究〉경성대학교 대학원, 석사학위논문(2004.2.)
- 최 병록,『세계의 제조물책임법』,삼영, 2005. (ISBN 8991565514)
- 김민동, 〈제조물책임에서 설계상 결함의 판단기준에 관한 연구〉 고려대학교 대학원, 박사학위논문(2005.8.)
- 김정화, 〈製造物責任에 관한 硏究〉 신라대학교 대학원, 석사학위논문(2007.2.)
- 김지원, 〈우리나라 製造物責任에 관한 考察〉 선문대학교 대학원, 석사학위논문(2007.2.)
- 임윤주, 〈缺陷醫藥品의 製造物責任에 관한 硏究〉 성신여자대학교 대학원, 석사학위논문(2007.8.)
- 이광복, 〈製造物責任 및 製造物責任保險에 관한 硏究 : 活性化方案을 中心으로〉 고려대학교 대학원, 박사학위논문(2007.8.)
- 박찬연, 〈의약품사고에 대한 제조물책임법의 적용에 관한 연구〉 전북대학교 대학원 석사학위논문(2008.2.)
- 이동환, 〈자동차의 설계상 결함으로 인한 製造物責任에 관한 연구〉 고려대학교 대학원, 석사학위논문 (2008.2.)
- 형수경, 〈製造物責任法上의 損害賠償에 관한 연구〉 이화여자대학교 대학원, 석사학위논문(2008.2.)
- 자오양 (2008년 8월). 《전자상거래 중 제조물책임의 주체와 피해구제절차 : 한․중 전자상거래 현황을 근거로》 (석사학위논문). 청주대학교 대학원.
- 전복만 〈제조물책임에 대한 소비자의 집단적 권리보호방안 : 비교법적 고찰을 통하여〉 충남대학교 대학원, 석사학위논문(2008.8.)
- 이욱, 〈한·중 제조물 책임에 대한 비교 연구〉 경원대학교 대학원 석사학위논문(2010.2.)
- 윤석호 (2011년 8월). 《불법행위책임의 법리에 관한 연구》 (석사학위논문). 부산대학교 대학원.
- 이제흠, 〈제조물 책임법의 개정방향〉 대진대학교 대학원 석사학위논문(2012)
- 정용수, 〈제조물책임법상 결함 및 면책사유에 관한 연구〉 홍익대학교 대학원 박사학위 논문(2013.2.)
- 백승흠 (2012). “미국 제조물책임법상 웨이드-키튼 테스트와 그 제한”. 《財産法硏究》 (한국재산법학회) 第29卷 (第4號).